# Oroderes uniformis
Oroderes uniformis là một loài bọ cánh cứng trong họ Cerambycidae.